# Конрад II фон Даун
Конрад II фон Даун (на немски: Konrad II von Dhaun; * 1194; † сл. 1263) е вилдграф в Даун (в Хунсрюк, Рейнланд-Пфалц).

## Произход
Той е син на вилдграф Герхард I фон Кирбург († сл. 1198) и съпругата му Агнес Баварска фон Вителсбах († сл. 1219), дъщеря на пфалцграфа на Бавария Ото VII фон Вителсбах († 1189) и Бенедикта фон Вьорт. Внук е на вилдграф Конрад I фон Кибург († сл. 1170) и графиня Матилда де Бар-ле-Дук. Майка му се омъжва втори път ок. 1198/1202 г. за граф Албрехт IV фон Еверщайн († 1214) и той има седем полубратя и полусестри.
Брат е на Беатрикс фон Даун/Кирбург († сл. 1240), омъжена пр. 1220 г. за Филип III фон Боланден († 1220) и 1221 г. за граф Дитрих I фон Фалкенбург-Хайнсберг († 1228), родители на Енгелберт II фон Фалкенбург († 1274), архиепископ на Кьолн (1261 – 1274). Брат е и на извънбрачна сестра фон Вилдграф, омъжена за Буркард IV фон Геролдсек († сл. 1238).
Роднина е и на Хайнрих II фон Саарбрюкен († 1234), епископ на Вормс, и с кралския канлцер и епископ на Шпайер Хайнрих фон Лайнинген († 1272).

## Фамилия
Конрад II фон Даун се жени за Гизела фон Саарбрюкен († сл. 1265), дъщеря на граф Симон II фон Саарбрюкен († 1207) и Лиутгард фон Лайнинген († сл. 1239). Те имат девет деца:
- Герхард I († 25 септември 1259), архиепископ на Майнц (1251 – 1259)
- Конрад II († 1 март 1279), епископ на Фрайзинг (1258 – 1279)
- Хайнрих фон Даун (* пр. 1257; † сл. 1284), абат на абатство „Св. Максимин“ в Трир
- Симон фон Даун (* пр. 1258; † сл. 1280), пропст на манастир „Св. Мауритц“ в Майнц
- Емих II фон Кирбург-Шмидтбург († пр. 1284), вилдграф в Кирбург-Шмидтбург, женен 1239 г. за графиня Елизабет фон Монфор († сл. 1269)
- Готфрид фон Даун-Грумбах († сл. 1301), вилдграф на Даун и Грумбах, баща на вилдграф Конрад IV фон Даун-Грумбах († сл. 1327)
- Беатрикс фон Вилдграф-Даун († сл. 1245), омъжена за граф Герлах IV фон Велденц († 1245)
- Агнес фон Даун (* пр. 1241; † 1254), омъжена за Готфрид I фон Бикенбах († 1245)
- Бенедикта (Юнота) фон Кирбург (* ок. 1210; † 1270), омъжена 1246 г. за рауграф Конрад III фон Щолценберг (* ок. 1200; † сл. 1279)